# حويصلة خارج خلوية

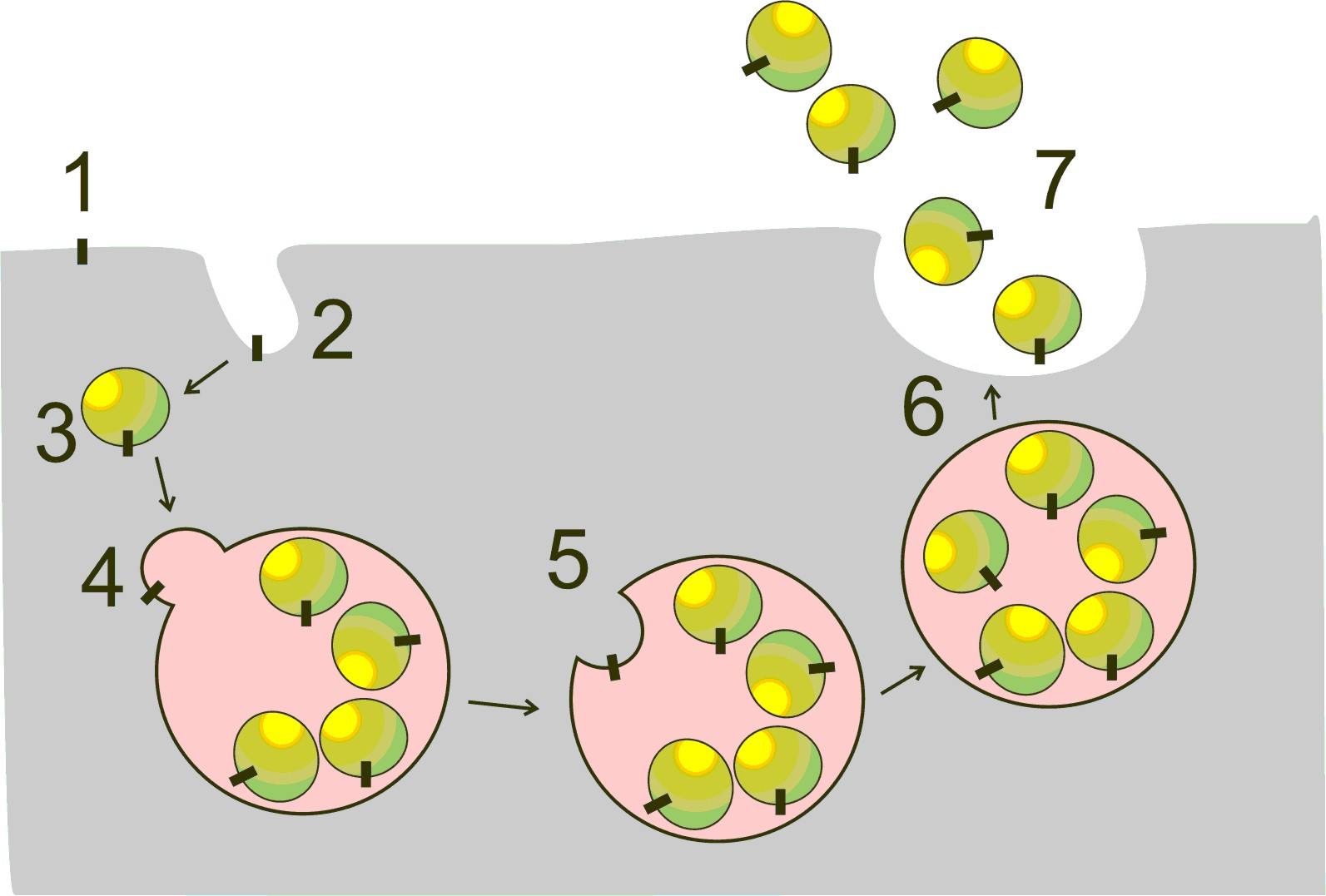

الاكسوزومات  أو الحويصلات خارج خلوية (بالإنجليزية: Exosome)‏ هي حويصلات مشتقة من الخلية وتوجد في العديد من السوائل الحيوية وربما كلها بما يشمل الدم والبول والأوساط المزروعة في عملية زراعة الخلايا. وقد اظهرت تقارير حول قطر الاكسوزومات انها تترواح ما بين 30 و100 نانومتر وهي أكبر من بروتين شحمي، ولكن اصغر بكثير على سبيل المثال من خلايا الدم الحمراء. ويتم إفراز الاكسوزومات من الخلية عندما تندمج الأجسام متعددة الحويصلات مع الغشاء الخلوي أو يتم افرازهم مباشرة من الغشاء البلازمي وتؤكد الادلة المتراكمة على ان الاكسوزومات لها وظائف متخصصة وتلعب دورا رئيسيا في، على سبيل المثال،تجلط الدم، الإشارات بين الخلايا، وإدارة المخلفات. هناك اهتمام متزايد في التطبيقات السريرية الاكسوزومات. ومن المحتمل أن أن تستخدم الاكسوزومات لتشخيص وعلاج، وفي والمؤشرات الحيوية للصحة والمرض.

## خلفية
اكتشفت الاكسوزومات لأول مرة في مرحلة نضوج الخلايا الشبكية للثدييات (خلايا دم حمراء غير ناضجة). حيث ظهر أن الاكسوزمات تشارك في إزالة انتقائية للعديد من بروتينات الغشاء البلازمي  أثناء تحول الخلايا الشبكية إلى خلايا دم حمراء ناضجة (كريات دم حمراء). في الخلايا الشبكية، كما هو الحال في معظم خلايا الثدييات، يتم إدماج وإدخال أجزاء من الغشاء البلازمي بانتظام كجسيمات داخلية (إندوسومات)، مع 50-180٪ من الغشاء البلازمي يعاد تدويره كل ساعة. في المقابل، يتم إدماج وإدخال أجزاء من أغشية بعض الإندوسومات في وقت لاحق كحويصلات صغيرة. وتسمى هذه الإندوسومات بالأجسام عديدة الحويصلات بسبب مظهرها، مع العديد من الحويصلات الصغيرة، أو «حويصلات الجسيم الداخلي داخل التجويف الأنبوبي،» الموجودة بداخل جسم كبير. وتصبح حويصلات الجسيم الداخلي الموجودة داخل التجويف الأنبوبي إكسوزومات إذا اندمج الجسم عديد الحويصلات مع غشاء الخلية، مطلقا الحويصلات الداخلية إلى الفراغ خارج الخلوي. تحتوي الاكسوزومات على العديد من المكونات الجزيئية لخلاياها الأصلية بما في ذلك البروتينات وRNA . ولقد تم اكتشاف mRNA وحمض ريبوزي نووي ميكروي في الاكسوزومات لأول مرة في جامعة غوتنبرغ في السويد. وتحتوي الاكزسومات أيضا على دي أن إيه ثنائي السلسلة. ويمكن للاكسوزومات ان تنقل الجزيئات من خلية إلى خلية أخرى عن طريق حركة مرور حويصلات الغشاء وبالتالي تؤثر على جهاز المناعة مثل الخلايا ذات الزوائد وخلايا B ويمكن ان تلعب دورا وظيفيا في إحداث الاستجابات المناعية التكيفية والتصدي لمسببات الأمراض والخلايا السرطانية ولذلك يبحث العلماء في الدور الذي قد تلعبه الاكزوسومات في الاشارات بين الخلايا ويفترضون أن حمولتها من الحمض نووي ريبوزي يمكن ان تفسر التاثيرات البيولوجية. على سبيل المثال؛ من المقترح أن حمض نووي ريبوزي رسول الموجود بالاكسوزوم يمكن له ان يؤثر على إنتاج البروتين في الخلية المستقبلة